# Dibamus seramensis
Dibamus seramensis es una especie de escamosos de la familia Dibamidae.

## Distribución geográfica
Es endémica de la isla de Ceram (Indonesia).